# Miljödomstol (Sverige)
En miljödomstol var en svensk specialdomstol som prövade mål om bland annat miljöfarlig verksamhet enligt miljöbalken. Den 2 maj 2011 slogs miljödomstolarna och fastighetsdomstolarna samman till mark- och miljödomstolar.
Det fanns fem miljödomstolar i första instans, nämligen
- Umeå tingsrätt
- Östersunds tingsrätt
- Nacka tingsrätt
- Vänersborgs tingsrätt
- Växjö tingsrätt

Då miljödomstolarna och fastighetsdomstolarna slogs samman ersattes dessa av fem motsvarande mark- och miljödomstolar. En miljödomstols dom eller beslut överklagades till Miljööverdomstolen, som i samband med inrättandet av mark- och miljödomstolarna ersattes av Mark- och miljööverdomstolen.

## Historia
Miljödomstolarna bildades 1999. Tidigare avgjordes motsvarande frågor av bland annat av vattendomstolarna och av Koncessionsnämnden för miljöskydd.
Regeringen föreslog den 14 april 2010 i propositionen Mark- och miljödomstolar (prop. 2009/10:215) föreslagit att fastighetsdomstolarna och miljödomstolarna skulle läggas samman till fem nya domstolar, som skulle benämnas mark- och miljödomstolar. De mål som handläggs i mark- och miljödomstolarna skulle kunna överklagas till Miljööverdomstolen, som föreslogs byta namn till Mark- och miljööverdomstolen. Ändringarna trädde i kraft den 2 maj 2011. 

## Mål och överklagande
Miljödomstolarna prövade mål om bland annat miljöfarlig verksamhet, vattenverksamhet, ersättning för miljöskador, frågor om solidariskt ansvar när fler vållat miljöskador och inlösen av egendom. Miljödomstolarna prövade även - efter överklagande - länsstyrelses och annan myndighets beslut som meddelats med stöd av miljöbalken.
En miljödomstols dom eller beslut överklagades till Miljööverdomstolen, som var en avdelning inom Svea hovrätt.
Fråga om miljödomstol var rätt forum vid solidariskt ansvar prövades av Miljööverdomstolen i MÖD 2008:26 och besvarats jakande.
Miljööverdomstolen var slutlig instans i de mål där första instans är till exempel en kommun, en länsstyrelse, Naturvårdsverket eller Skogsvårdsstyrelsen. 
Övriga domar och beslut till exempel ansökningsmål där miljödomstol är första instans kunde överklagas och efter prövningstillstånd prövas i Högsta domstolen.
Utöver mål som kom från miljödomstolarna hade Miljööverdomstolen till uppgift att pröva mål som kom från Statens va-nämnd, i tvister som gällde förhållandet mellan huvudmannen för en vatten- och avloppsanläggning, ofta en kommun, och enskilda brukare av sådana anläggningar.
Miljööverdomstolen avgjorde cirka 600 mål per år.

## Verkställighet
Miljödomstolens domar, som ofta avsåg vitesföreläggande, skulle verkställas av svaranden respektive sökanden. Om domstolens dom inte följdes kunde detta anmälas till Länsstyrelsen. Länsstyrelsen utredde då om förpliktelserna enligt domen uppfyllts. Om domen inte följts kunde Länsstyrelsen kräva att domen verkställdes och eventuellt anmäla för förundersökning om brott.